# Ladislau III de Polònia

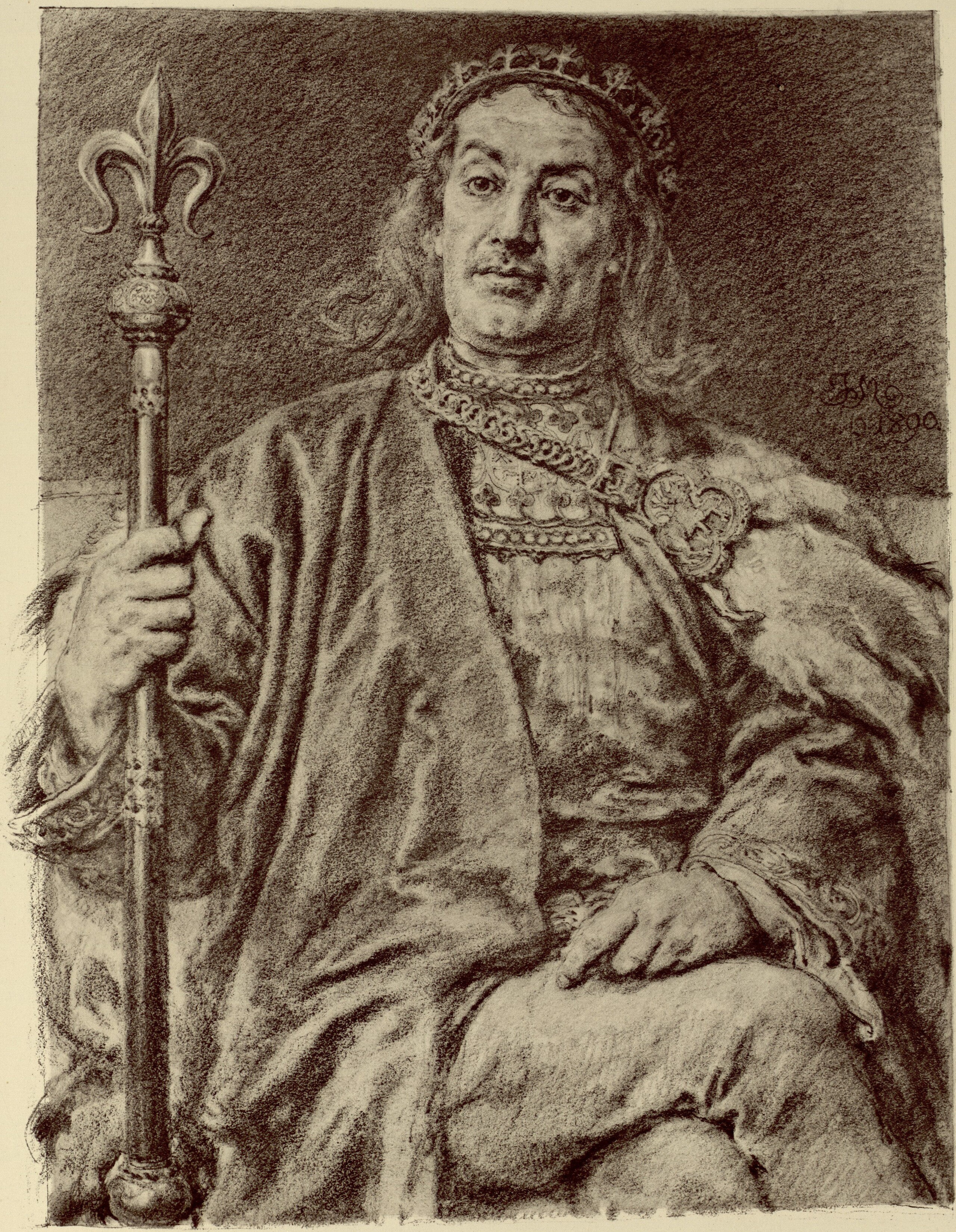
Ladislau III el Camaprim pintat per Jan Matejko

Ladislau III el Camaprim (en polonès: Władysław III Laskonogi; entre 1161 i 1167 - 3 de novembre de 1231) va ser duc de Cracòvia el 1202 i de 1228 a 1229. Fill segon de Miecislau III el Vell i d'Eudoxie de Kíev, de la dinastia Piast.
Duc de Gran Polònia, regna sobre el sud de la Gran Polònia de 1194 a 1202, sobre tota la Gran Polònia de 1202 a 1220. El 1206, cedeix la regió de Kalisz a Enric I el Barbut a canvi de la regió de Lubusz.
El seu nom apareix per primera vegada en un document de 1167 redactat per Casimir II el Just i Miecislau III el Vell en el moment de la reunió dels ducs polonesos que va tenir lloc a Jędrzejów.
El 1177, una revolta de la noblesa de Petita Polònia fa fora Miecislau III del seu tron. Casimir II el Just li succeeix a Cracòvia. Odó de Poznań s'havia ajuntat a la revolta contra el seu pare que acusava de voler afavorir els fills del seu segon matrimoni amb Eudoxie. Volia obtenir el ducat de Gran Polònia per la força. El 1179, Miecislau III està obligat a fugir de Gran Polònia, en companyia dels seus joves fills (Boleslau, Miecislau i Ladislau). Trobaran refugi a Pomerània. Ladislau i els seus germans tornen a Polònia el 1181, en companyia del seu pare.
Ladislau es casa amb Lucie, la filla de Jaromir, el duc de Rügen. Aquest matrimoni, que quedarà sense descendència, havia de reforçar les relacions del seu pare amb la Pomerània occidental.
El 1194, a la mort del seu germanastre Odó, assegura la regència del ducat del sud de la Gran Polònia, el seu nebot Ladislau Odonic és massa jove per regnar.
L'any següent, en resposta a la defunció del seu germà Boleslau de Cuiàvia, Ladislau continua sent l'únic hereu del seu pare que es manté totalment en la seva lluita per reconquerir el tron de Cracòvia.
El 13 de març de 1202, a la mort del seu pare, Ladislau es fa duc de Gran Polònia. Sostingut pel voivode de Cracòvia, s'apodera del tron que havia de tornar a Leszek el Blanc, el fill gran de Casimir II el Just. Molt aviat, és caçat a Cracòvia per Leszek el Blanc i els seus partidaris.
Tornarà a Gran Polònia i portarà una política amb la intenció de prendre el control de la Pomerània de la qual el senyor feudal és Leszek el Blanc. En aquesta finalitat, troba el rei de Dinamarca Valdemar II per resoldre els contenciosos i delimitar les seves zones d'influència respectives. En conseqüència procedeix a un intercanvi de terres amb Enric I el Barbut. Cedeix la regió de Kalisz (qui havia de tornar a Ladislau Odonic) i rep la regió de Lubusz gràcies a la qual li és més fàcil de portar una política activa sobre les ribes del mar Bàltic.
El jove Ladislau Odonic no accepta perdre una part de les seves terres de la Gran Polònia. Reuneix per la seva causa una part de la noblesa de Gran Polònia així com l'arquebisbe de Gniezno Enric Kietlicz, que hi veu una bona ocasió d'obligar el duc de Gran Polònia a concedir privilegis a l'Església.
Mal preparada, la temptativa de lluitar contra Ladislau III el Camaprim és un fracàs malgrat l'anatema llançat per Enric Kietlicz contra el duc de Gran Polònia. Ladislau Odonic i Enric Kietlicz han de fugir i es refugien a la cort d'Enric I el Barbut que els acull amb els braços oberts. Instal·la Ladislau Odonic sobre el tron de Kalisz mentre que l'arquebisbe Enric Kietlicz va a Roma per demanar l'ajuda del papa Innocenci III. El papa reacciona confirmant l'excomunió de Ladislau III el Camaprim. Llança igualment una crida a la noblesa polonesa perquè ajudi l'arquebisbe a tornar a Gran Polònia.
Enric I el Barbut es lliura a la missió de reconciliar les diferents parts. El 1208, en ocasió de la festa de Nadal, reuneix tots els ducs Piasts a Gogów. Els ducs de Gran Polònia són convidats així com l'arquebisbe Enric Kietlicz i els bisbes de Wrocław, Lubusz i Poznań. Ladislau III autoritza la tornada de l'arquebisbe a Gniezno a canvi de l'aixecament de l'anatema pronunciat contra ell. En canvi, en les diferències amb el seu nebot no troba solució.
El 1210, Ladislas III sosté el duc de Racibórz Miecislau IV qui demana l'aplicació de la voluntat de Boleslau III, segons la qual el gran dels representants virils de la dinastia Piast ha de ser el príncep i amb aquest títol ocupar el tron de Cracòvia. Miecislau IV era prou gran i Ladislau esperava succeir-lo ràpidament. El 9 de juny de 1210, el papa Innocenci III promulga una butlla demanant que es torni a la regla de successió instaurada per Boleslau III el Bocatorta.
El juliol, aprofitant d'un sínode obligat a Borzykowa al mateix temps que una assemblea dels ducs polonesos, Miecislau IV envaeix Cracòvia i s'apodera del tron. A Borzykowa, l'arquebisbe de Gniezno Enric Kietlicz aconsegueix fer confirmar els nombrosos privilegis obtinguts per l'Església a Łęczyca el 1180, entre ells el d'immunitat per a l'Església (podrà tenir els seus propis tribunals). Tots aquests privilegis són reconeguts per Leszek el Blanc, Conrad I de Masòvia i Ladislau Odonic. A canvi, obté del papa que aquest anul·li la seva butlla que legitima el poder de Miecislau IV. El maig de 1211, a la mort de Miecislau IV, Leszek el Blanc recupera el tron amb la benedicció papal.
El 1215, la posició de Ladislau III es debilita pel reforç del poder de l'arquebisbe Enric Kietlicz, sostingut pel Concili del Laterà IV. A Wolbórz, en el moment d'una trobada amb Leszek el Blanc, Conrad I de Masòvia, Ladislau Odonic i Casimir I d'Opole, l'arquebisbe Kietlicz aconsegueix obtenir nous privilegis per a l'Església convertint-se en un verdader Estat dins l'Estat. Kietlicz exigeix que Ladislas III torni a Ladislau Odonic el sud de la Gran Polònia que ha heretat pel seu pare. No volent prendre el risc d'una nova confrontació amb l'Església, Ladislau cedeix el ducat del sud de la Gran Polònia al seu nebot el 1216. Una butlla del papa Honorat III, datada del 9 de febrer de 1217, confirma aquest acord.
Aquest compromís de 1216 no durarà un any. L'ambiciós arquebisbe, intervenint cada vegada més en els assumptes de l'Estat, reuneix contra ell tots els ducs polonesos. El seu poder es desploma paral·lelament amb les derrotes polítiques del seu protector, el papa Honorat III.
El 1217, s'estableix un acord de pau i una aliança entre Leszek I i Ladislas III.
El mateix any, el duc de Gran Polònia s'assegura la neutralitat d'Enric I el Barbut i llança un atac contra el seu nebot Ladislau Odonic, obligant aquest a fugir del sud de la Gran Polònia.
A finals de 1217, s'estableix un altre acord entre Ladislas III i Enric I, gràcies a la mediació dels bisbes de Poznań i de Lubusz. Els termes exactes de l'acord són desconeguts. Tanmateix, se sap que Ladislau III obté no només la garantia de poder conservar el territori de Ladislau Odonic, territori que hauria pogut ser reivindicat per Enric I (que havia obtingut Kalisz el 1206), però reprèn igualment Lubusz a Silèsia. Potser Silèsia va acceptar aquest acord per la necessitat d'unir els ducs polonesos més enllà dels seus interessos particulars. Aquest acord és aprovat per una butlla pontifical datada del 9 de maig de 1218, el que és una derrota per a l'arquebisbe Kietlicz.
A la mort de l'arquebisbe Kietlicz el 1219, Ladislau III, Enric I el Barbut i Leszek el Blanc li escullen com a successor un proper col·laborador del duc de Gran Polònia.
Ladislau Odonic, que s'havia refugiat amb Świętopełk II de Pomerània, torna a desafiar el seu oncle Ladislau III el Camaprim al qual obliga a prendre les seves distàncies respecte a les croades llançades pels altres ducs contra els prussians. L'octubre de 1223, Odonic aconsegueix apoderar-se de la ciutat fronterera d'Ujście. El 1225, s'apodera de Nakło.
D'aquesta guerra entre els dos Ladislau se n'aprofita Lluís, el margravi de Turingia, que s'apodera de Lubusz (el 1225) i d'altres ciutats frontereres de Gran Polònia.
La guerra entre l'oncle i el seu nebot arriba al final el 1227. Ladislau Odonic aconsegueix trencar l'encerclament d'Ujście per l'exèrcit de Ladislau III. Llavors, llança un atac victoriós contra les forces enemigues (el 15 de juliol de 1227). A partir d'aquí, Ladislau Odonic es convertia en el verdader amo de la Gran Polònia. En el mateix moment, Świętopełk II de Pomerània es proclama duc i denuncia la sobirania feudal polonesa, no volent ser més el vassall de Leszek el Blanc.
La situació a Gran Polònia i a Pomrània obliga Leszek a convocar a Gsawa una assemblea dels ducs i dels poderosos de les terres poloneses. Ladislas III no va a Gąsawa i s'hi fa representar per l'arquebisbe de Gniezno i pel bisbe de Poznań. El 23 de novembre de 1227, Leszek el Blanc és assassinat en una emboscada provocada per Świętopełk II de Pomerània i Ladislau Odonic. Enric I el Barbut també és greument ferit.
Ladislau III torna a l'ofensiva a Gran Polònia. Al començament de l'any següent, captura al seu nebot i l'empresona. Llavors, va a Petita Polònia on reivindica el tron en virtut de l'acord de 1217 sobre la successió de Leszek el Blanc, el seu fill que era massa jove per regnar. Conrad I de Masòvia, el germà de Leszek el Blanc, s'oposa a Ladislau III sobre la reunificació entre la Gran Polònia i la Petita Polònia. El 5 de maig de 1228, a Wiślica, una assemblea dels ducs i dels poderosos és convocada per escollir el duc de Cracòvia. Ladislau III obté el tron però, en contrapartida de la unió entre la Gran i la Petita Polònia, ha d'atorgar nombrosos privilegis al bisbe de Cracòvia i als senyors de Petita Polònia. Els dona el dret de constituir una assemblea (wiece) per fer les lleis i per tractar els assumptes judicials.
Ha d'adoptar igualment Boleslau V el Cast, el fill de Leszek el Blanc, i a fer-lo el seu successor.
El poder de Ladislau III es debilitarà molt de pressa. Primer de Tot, Ladislau Odonic aconsegueix escapar-se de la seva presó i reprèn la guerra contra el seu oncle, el que impedeix a Ladislas III de poder preparar-se contra la invasió de la Petita Polònia per part per Conrad I de Masòvia. Això empeny els nobles de Cracòvia a remetre el poder en Enric I el Barbut, que, oficialment, esdevé el governador de Petita Polònia. A canvi, obté que Boleslau V el Cast sigui apartat i que els ducs de Silèsia siguin els hereus de Ladislau III el Camaprim.
La invasió de la Petita Polònia per l'exèrcit de Conrad s'executa en el transcurs de l'estiu 1228. És aturada per Enric II el Pietós, el fill d'Enric I el Barbut. Conrad de Masòvia no es reconeix vençut i, l'any següent, llança una nova invasió que li permet apoderar-se d'una gran part de la Petita Polònia. Poc després, comença el setge de Kalisz, Ladislau III està en aquells moments ocupat a combatre Ladislau Odonic al nord de la Gran Polònia. Tanmateix, Kalisz resisteix i les tropes de Conrad han de renunciar a prendre la ciutat.
La guerra a Gran Polònia es gira en contra de Ladislau III que s'ha de refugiar a Silèsia, a la cort de Casimir I d'Opole a Racibórz. A la mort d'aquest, se'n va a la cort d'Enric I el Barbut i del seu fill, demanant la seva ajuda a canvi de la promesa de succeir-lo.
A la primavera 1231, Enric I llança una ofensiva contra la Gran Polònia amb l'objectiu de vèncer a Ladislau Odonic i de posar Ladislau III al poder. Aquest atac acaba sent un fracàs.
Ladislau III el Camaprim mor el 3 de novembre de 1231. S'ignora on ha estat inhumat, sens dubte en alguna part a Silèsia. Enric I el Barbut hereta totes les seves possessions.